# ژوان-بنژامن گابا
ژوان-بنژامن گابا (فرانسوی: Joan-Benjamin Gaba‎؛ زادهٔ ۷ ژانویهٔ ۲۰۰۱) جودوکار اهل فرانسه است.